# Émile Schweitzer
Georges Émile Schweitzer (24. července 1837, Štrasburk – 27. listopadu 1903, tamtéž) byl alsaský malíř a fotograf.

## Životopis
Émile Schweitzer byl žákem Théophile Schulera.
Působil jako učitel kreslení na gymnáziu Johanna Sturma, pořádal workshop v pasáži de la Pomme de pin (mezi Place des Étudiants a Place Kléber).
Ilustrace od Émile Schweitzera jsou publikovány v knížce Strasbourg historique et pittoresque depuis son origine jusqu'en 1870 (Historický a malebný Štrasburk od jeho vzniku až do roku 1870) od Adolpha Seybotha (1894).

## Galerie

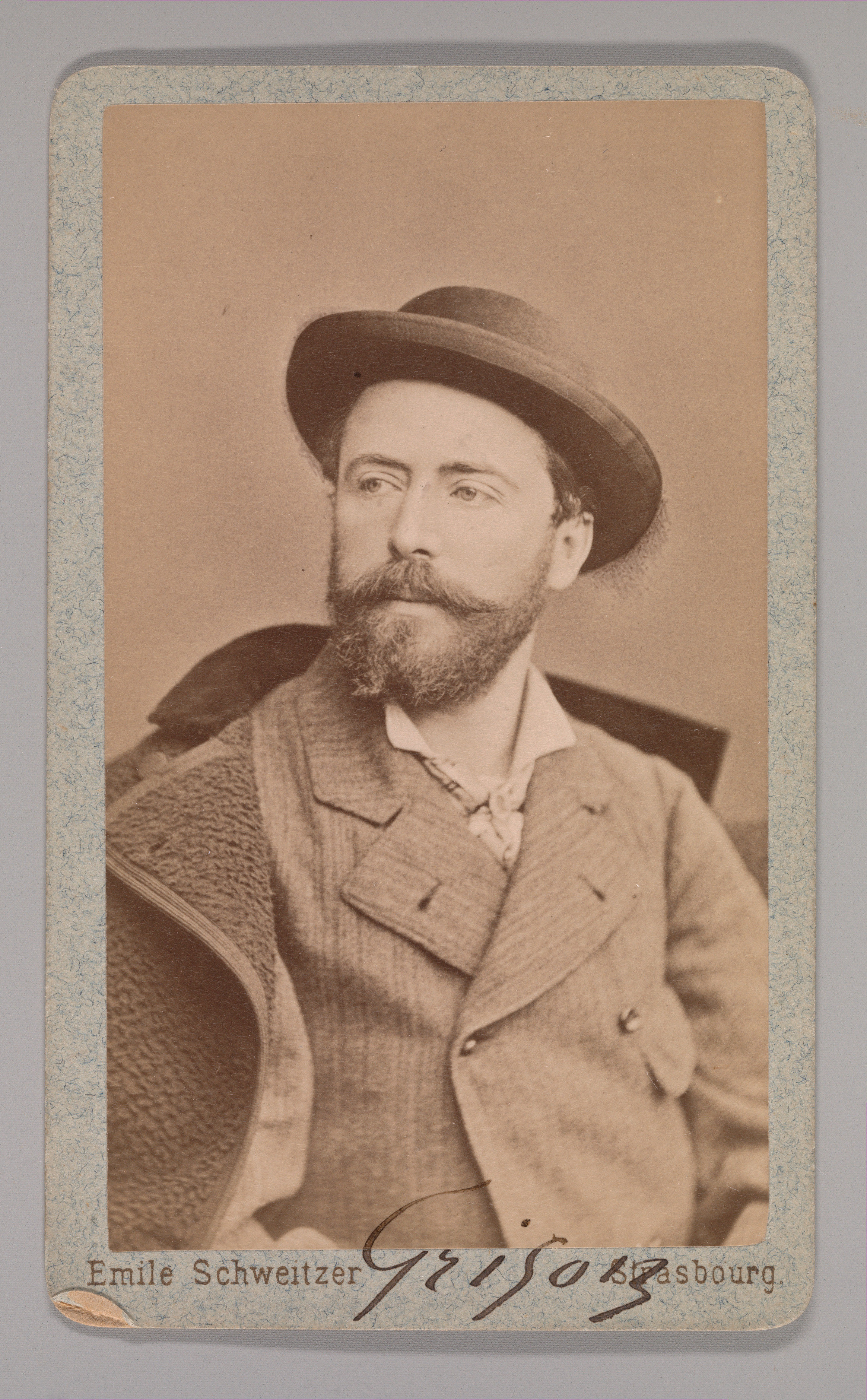
Francois Adolphe Grison
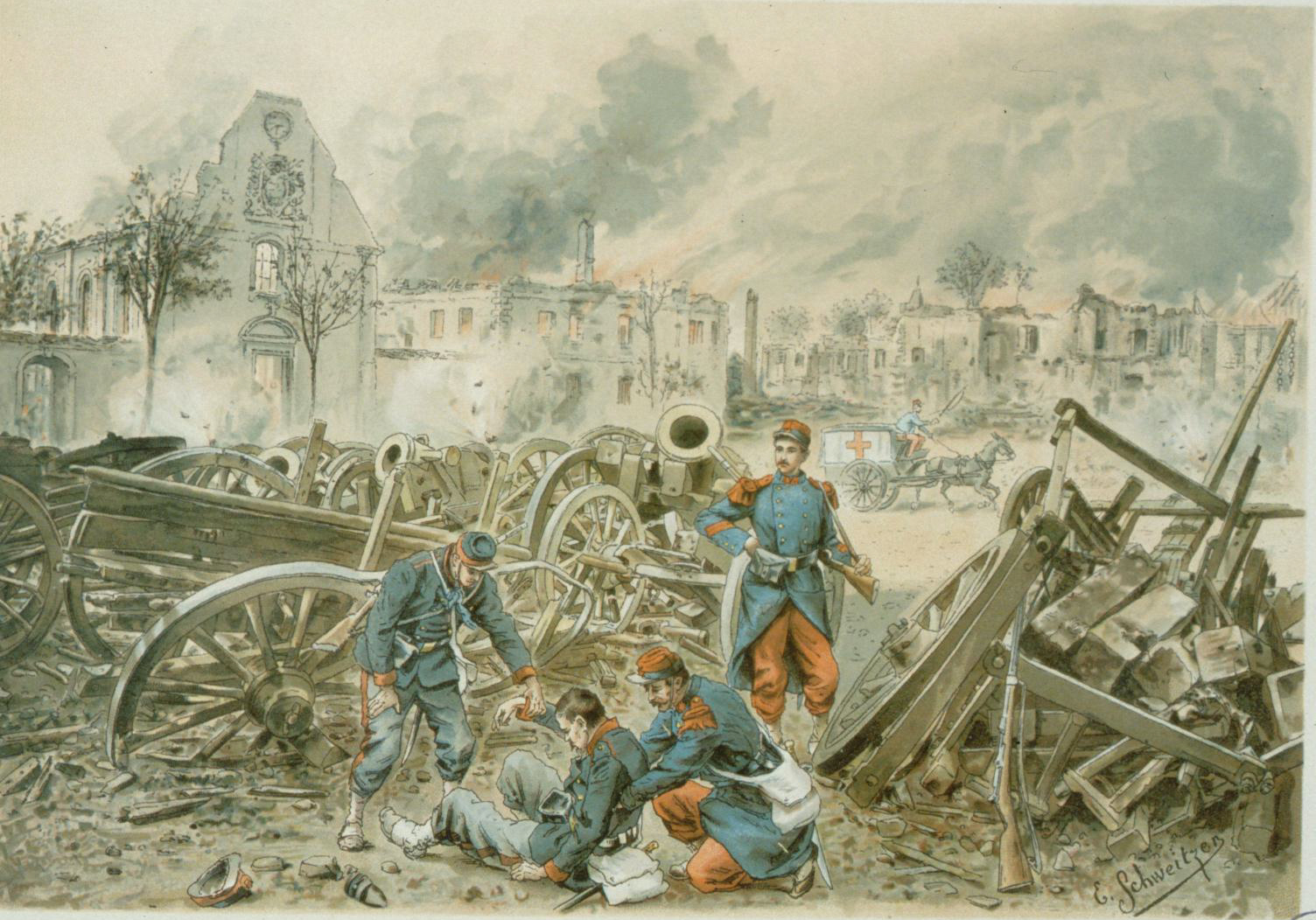
Důsledky církevního bombardování citadely ve Štrasburku
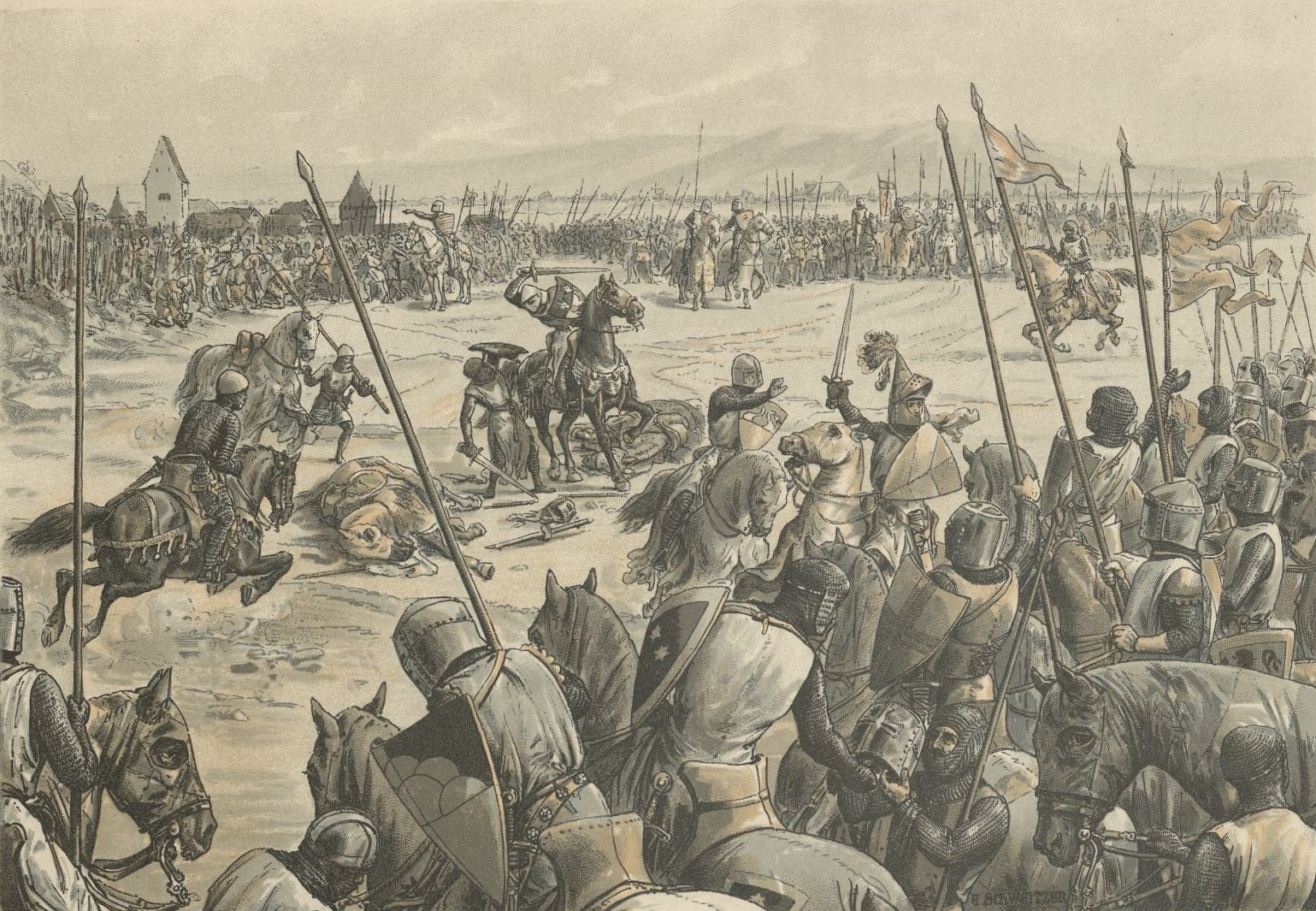
Bitva o Hausbergen
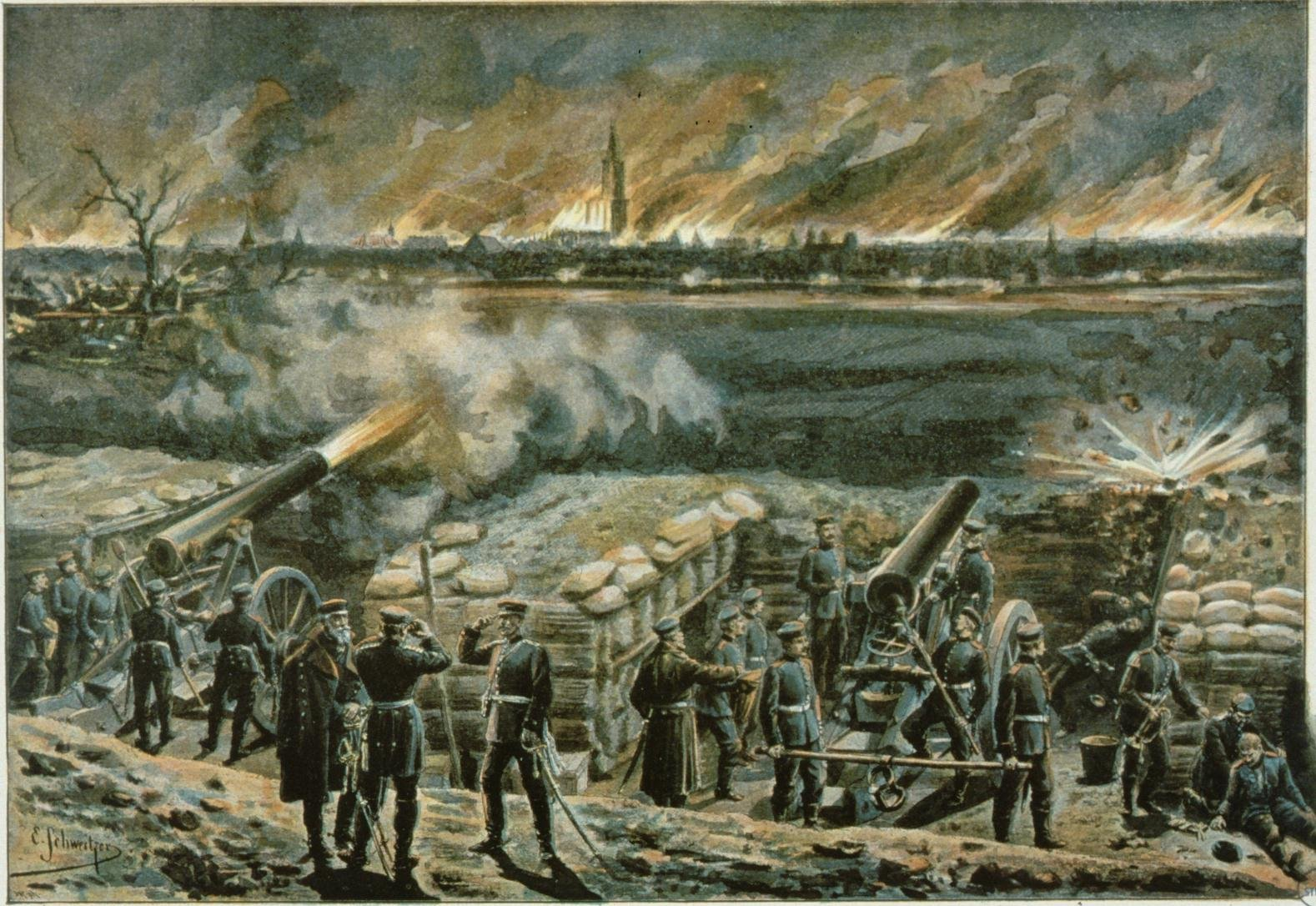
Obléhací baterie ve Wackenu (1870)
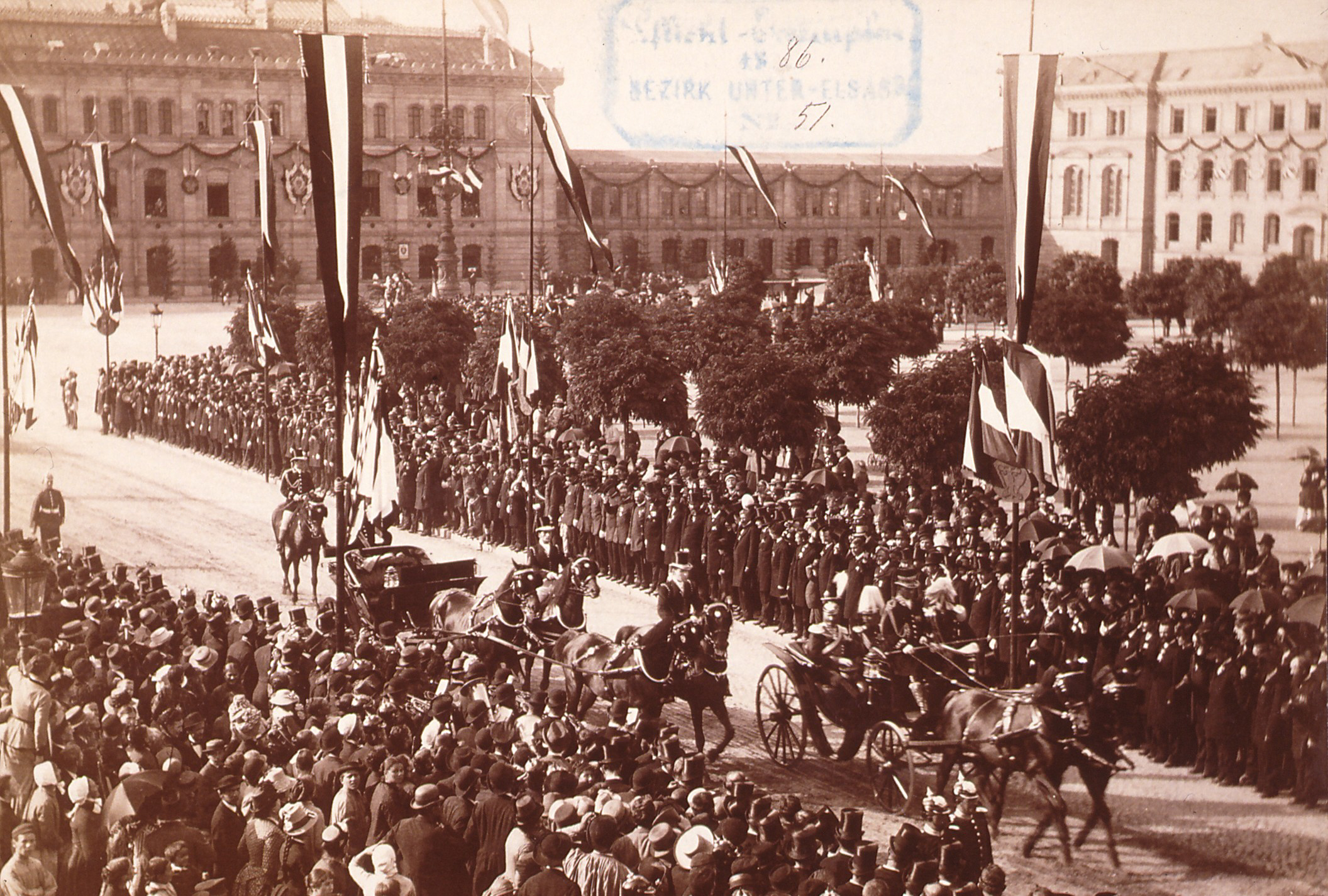
Wilhelm I. (Strassburg, 1886)
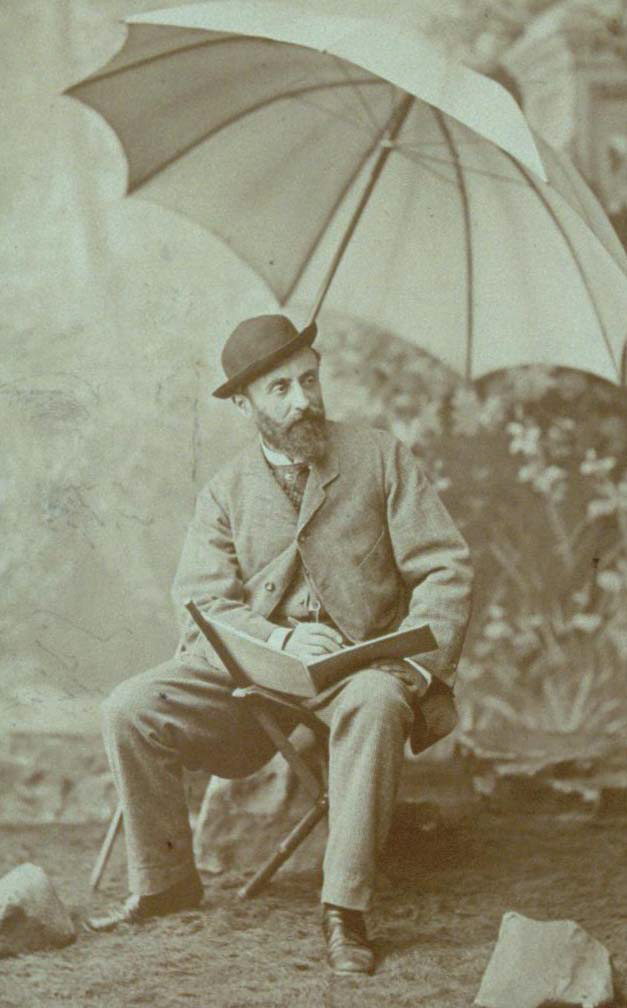
Autoportrét